# Союз ТМ-29
«Союз ТМ-29» — российский транспортный пилотируемый космический аппарат из серии «Союз ТМ», на котором в 1999 году было осуществлено экспедиционное посещение (27-я основная экспедиция) орбитальной станции «Мир».

## Экипаж
Первоначально в состав основного экипажа были назначены Виктор Афанасьев (командир экипажа) и Сергей Трещёв (бортинженер), а в состав дублирующего — Салижан Шарипов (одновременно и командир, и бортинженер). Однако 15 августа 1998 года официальные составы экипажей для подготовки к старту на «Союз ТМ-29» были изменены.

### Экипаж старта
- (Роскосмос) Виктор Афанасьев (3)[2] — командир.
- (CNES) Жан-Пьер Эньере (2) — бортинженер.
- Иван Белла (1) — космонавт-исследователь.

### Дублирующий экипаж
- (Роскосмос) Салижан Шарипов — командир.
- (CNES) Клоди Андрэ-Деэ — бортинженер.
- Михал Фулиер— космонавт-исследователь.

### Экипаж возвращения
- (Роскосмос) Виктор Афанасьев (3).
- (Роскосмос) Сергей Авдеев (3).
- (CNES) Жан-Пьер Эньере (2).

## Выходы в космос
- 16 апреля с 04:37 по 10:56 (UTC) — космонавты В. Афанасьев и Жан-Пьер Эньере. Действия: космонавты сняли с внешней поверхности станции французскую установку «Комет», которая была установлена в ноябре 1998 года при приближении к Земле метеорного роя Леониды. Собранные установкой метеорные частицы были впоследствии отправлены для изучения на Землю. По французской программе «Экзобиология» космонавты установили на поверхности «Мира» специальную плату с материалами, близкими по составу к метеоритам с включением органических веществ. Экспонирование платы должно помочь ответить на вопросы о том, могла ли жизнь быть занесена на Землю метеоритами с других планет. Кроме того, проведены испытания герметика, предназначенного для ремонта космических аппаратов. Склеенные образцы доставят потом на Землю. В конце своей работы в открытом космосе, приблизительно в 10:30 UTC, космонавты вывели на околоземную орбиту «Спутник-42» (25685 / 1999-015C), построенный российскими и французскими школьниками. Продолжительность выхода: 6 часов 19 минут (было запланировано 5 часов 12 минут)[3].
- 23 июля с 11:06 по 17:13 (UTC) — космонавты В. Афанасьев и С. Авдеев. Действия: Космонавты сняли с внешней поверхности станции французский прибор «Спика», предназначенный для исследования влияния космической среды на электронные элементы. По программе французского эксперимента «Экзобиология» с внешней поверхности станции снят специальный планшет с материалами, близкими по составу к метеоритам. Космонавты сняли с поверхности «Мира» и планшет от набора конструкционных материалов «Двикон». Основным экспериментом в открытом космосе стала установка рефлектора новой конструкции, который был доставлен грузовым кораблём «Прогресс М-42». После установки рефлектора в сложенном виде на ферме «Софора» и подключения необходимых кабелей, находившийся внутри комплекса Жан-Пьер Эньере дал команду на раскрытие рефлектора, однако рефлектор не развернулся. Афанасьев и Авдеев предприняли попытку раскрыть конструкцию, механически воздействуя на рефлектор, но это ни к чему не привело. Было решено предпринять ещё одну попытку раскрыть рефлектор во время следующего выхода, запланированного на 28 июля. Продолжительность выхода: 6 часов 7 минут[3].
- 28 июля с 9:37 по 14:59 (UTC) — космонавты Виктор В. Афанасьев и С. Авдеев. Действия: Космонавты завершили работы, начатые во время предыдущего выхода 23 июля. Космонавты устранили сбой в подаче питания на антенну, после чего раскрытие рефлектора прошло без проблем. В 12:44 UTC космонавты оттолкнули отработавшую своё антенну от станции и отправили её в свободный полет. Второй задачей стала установка на внешней поверхности станции российского прибора «Индикатор», измеряющего состав атмосферы станции. Прибор предполагалось использовать для определения мест утечки воздуха из космических аппаратов. Также на внешней поверхности был установлен прибор «Спрут-4» для исследования космических частиц. Продолжительность выхода: 5 часов 22 минут[3].

## Дополнительные факты
- Полёт Ивана Беллы на «Союзе ТМ-29» — первый полёт словацких космонавтов.
- «Союз ТМ-29» был последним кораблём, изготовленным для станции «Мир». В 1996 году предполагалось модернизация «Союзов ТМ» в новую, «двухсотую» серию для МКС — с гибридным узлом стыковки. Они должны были использоваться на начальном этапе полётов к станции, однако надобность в кораблях с гибридными стыковочными узлами отпала[4].
- Посадка экипажа 27-й основной экспедиции орбитального комплекса «Мир» (в составе В. Афанасьева, С. Авдеева и Ж.-П. Эньере) на корабле «Союз ТМ-29» сопровождалась возгоранием сухой травы: кольцо огня окружило спускаемый аппарат. Такого до этого не было ни разу за всю историю полётов. Огонь буквально за минуты потушили экипажи поисково-эвакуационных машин с помощью переносных огнетушителей[5].
- Блок управления спуском (БУСП-М), использованный на корабле «Союз ТМ-29», был впоследствии использован в спускаемом аппарате корабля «Союз ТМА-1». И именно этот БУСП-М был признан экспертной комиссией, как причина баллистического спуска спускаемого аппарата корабля «Союз ТМА-1» 4 мая 2003 года[6].